# André Boyron
Pour les articles homonymes, voir Boyron, Baron et Baron (acteur).
Scènes principales
Troupe du Marais
Hôtel de Bourgogne
André Boyron (ou Boiron), dit André Baron ou Baron père, est un acteur français né en 1601 à Paris où il est mort en octobre 1655.
Il est le père de Michel Baron (1653-1729), comédien et dramaturge français, sociétaire de la Comédie-Française.

## Biographie
André Boyron naît en 1601 à Issoudun. Son père, mercier, l'ayant envoyé à la foire de Bourges pour y vendre sa marchandise, le jeune homme y découvre le théâtre et intègre une troupe itinérante,,. Ayant gagné en expérience et en notoriété, il s'installe à Paris et est engagé vers 1634 par Montdory, directeur de la troupe du Marais, afin de concurrencer celle de l'hôtel de Bourgogne qui venait de lui ravir avec l'appui du roi ses principaux éléments parmi lesquels Le Noir, L'Espy et Jodelet. Il en devient rapidement l'une des « têtes d'affiche », mais une attaque, causant une apoplexie de la langue, contraint Montdory à se retirer en 1637 au profit du comédien Floridor. Baron rejoint alors la troupe de l'hôtel de Bourgogne.
Il y fait la connaissance de la comédienne Jeanne Auzoult (1625-1662), de vingt-quatre ans sa cadette et dont les parents, Jean Auzoult et Anne de Crenet, font partie de la troupe. Il l'épouse le 22 avril 1641 en l'église de Saint-Nicolas-des-Champs ; Jeanne Auzoult fera désormais carrière sous le nom de « Mlle Baron, ou « la Baronne ». À défaut de qualités d'actrice, sa beauté lui attire le succès et suscite la jalousie de son mari. Tallemant des Réaux rapporte ainsi que Floridor, qui rejoint l'hôtel de Bourgogne en 1647, « était amoureux de sa femme et une fois qu'il sembla au mari qu'elle avait parlé (sur le théâtre et dans son rôle) trop passionnément à Floridor, au sortir de la scène, il lui donna deux bons soufflets »,,,
André Boyron et Jeanne Auzoult ont six enfants, :
- Claude, né en 1644 ;
- Jeanne-Florence, née en 1646 ;
- Charles, né en 1647 ;
- Jérôme, né en 1648 ;
- Nicolas, né en 1650 ;
- Michel, né en 1653, qui deviendra un des principaux acteurs de la troupe de Molière et l'un des membres fondateurs de la sociétaire de la Comédie-Française.

En octobre 1655, André Boyron qui joue le rôle de don Diègue dans Le Cid de Corneille, se blesse le pied avec son épée. Atteint de gangrène et refusant l'amputation, il meurt quelques jours plus tard,.